# Burnside Heights
Burnside Heights är en del av en befolkad plats i Australien. Den ligger i kommunen Melton och delstaten Victoria, omkring 21 kilometer nordväst om delstatshuvudstaden Melbourne. Antalet invånare är 5 000.
Runt Burnside Heights är det mycket tätbefolkat, med 1 819 invånare per kvadratkilometer.. Närmaste större samhälle är Hillside, nära Burnside Heights.
Runt Burnside Heights är det i huvudsak tätbebyggt. Genomsnittlig årsnederbörd är 971 millimeter. Den regnigaste månaden är juni, med i genomsnitt 115 mm nederbörd, och den torraste är januari, med 34 mm nederbörd.